# George Washington Birthplace National Monument
Das George Washington Birthplace National Monument ist der Nachbau des ehemaligen Stammsitzes der Familie Washington im Westmoreland County des US-Bundesstaates Virginia. George Washington, ab 1789 erster Präsident der Vereinigten Staaten, wurde hier geboren. Die frühere Tabakfarm wurde 1932 zu einer Gedenkstätte vom Typ eines National Monuments erklärt. Auf dem Gelände befinden sich auch die Gräber von 32 Mitgliedern der Familie, darunter das von Washingtons Vater, Großvater und Urgroßvater.  

## Geschichte

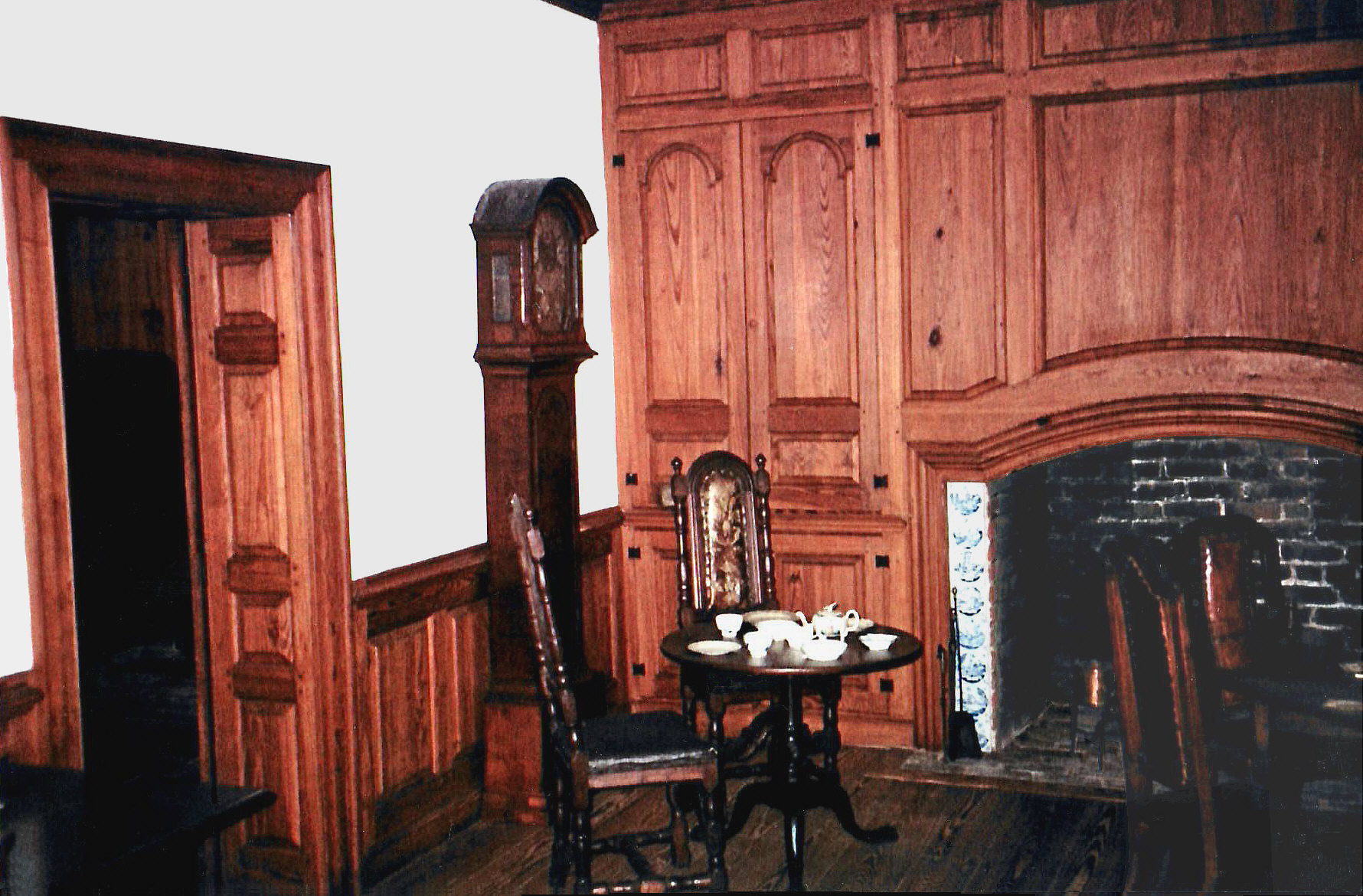
Teetisch im Memorial House, der aus dem Geburtshaus Washingtons stammen und seinen Eltern gehört haben soll

Der Urgroßvater Washingtons, John Washington, kam nach seiner Auswanderung aus England 1657 nach Virginia und begründete im früheren Ort Bridges Creek nahe der Mündung des Popes Creek in den Potomac River die Plantage, welche den Namen Popes Creek erhielt. Das spätere Geburtshaus George Washingtons wurde zwischen 1722 und 1726 von dessen Vater Augustine inmitten des Anwesens errichtet. Washington kam hier am 22. Februar 1732 als fünftes von insgesamt zehn Geschwistern zur Welt und lebte hier bis zu seinem dritten Lebensjahr. Nach dem Tod seines Vaters im Jahr 1743 fiel Popes Creek an seinen Halbbruder Augustine Washington, junior.
Washington kehrte als Jugendlicher nach Popes Creek zurück, um Augustine, jr. zu besuchen, und führte hier im Alter von 14 Jahren seine erste Landesvermessung durch. Als Augustines, jr. älterer Bruder Lawrence Washington 1752 ohne Erben starb, fiel ihm Mount Vernon als Erbe zu. Augustine Washington, jr. entschied sich jedoch in Bridges Creek zu bleiben, so dass stattdessen George Washington Mount Vernon erbte. 1762 starb Augustine Washington, jr. und sein Sohn William Augustine erbte Popes Creek, das er fortan den Namen Wakefield gab. Das eigentliche Geburtshaus, das inzwischen auf zehn Räume erweitert worden war, wurde Weihnachten 1779 bei einem Brand zerstört. Es wurde nicht wieder aufgebaut, sondern die Familie zog in das eine Meile entfernte Haus des Aufsehers um. 
1815 kennzeichnete der Stiefenkel und Adoptivsohn Washingtons, George Washington Parke Custis, mit einem Gedenkstein die Stelle, an der seiner Einschätzung nach einmal Popes Creek gestanden hatte. Bis 1870 war der Gedenkstein verschwunden und die Fläche wurde landwirtschaftlich genutzt. Im Jahr 1858 stifteten die Nachkommen Washingtons dem Bundesstaat Virginia ihre dortige Begräbnisstätte und das Grundstück, auf dem das Geburtshaus Washingtons gestanden hatte. Der Amerikanische Bürgerkrieg setzte aber den Bemühungen eine nationale Gedenkstätte zu schaffen vorerst ein Ende. 1879 und 1881 bewilligte der US-Kongress Gelder, um mit einem Monument den Geburtsort Washingtons angemessen zu würdigen. Im Jahr 1882 übergab Virginia das von den Nachkommen gestiftete Areal an den Bund, der im darauffolgenden Jahr weitere Anteile an dem Grundstück erwarb. Nach einer weiteren Phase der Inaktivität billigte der US-Kongress 1893 den Bau eines 50 Fuß hohen Obelisken, um den Geburtsort zu markieren. Dieser wurde 1896 auf dem 38 × 20 Fuß großen Fundament, in dem George Washington Parke Custis 1815 Popes Creek vermutet hatte, errichtet.    
Am 11. Juni 1923 gründete sich die Wakefield National Memorial Association mit dem Ziel das Geburtshaus Washingtons wiederaufzubauen und die vernachlässigten Gräber seiner Vorfahren zu pflegen. Die Stiftung, die heute George Washington Birthplace National Memorial Association heißt, erhielt Spenden von über 3000 Privatpersonen, darunter John D. Rockefeller, Jr., sowie von der Bundesregierung und einigen Bundesstaaten. In den 1920er Jahren rückte der Ort anlässlich des bevorstehenden 200. Geburtstages Washingtons wieder in das Blickfeld der Öffentlichkeit, so dass der US-Kongress im Jahr 1926 die Wakefield National Memorial Association ermächtigte auf dem Grundstück einen Nachbau von Popes Creek anzufertigen. Ein originalgetreues Gebäude zu errichten war nicht möglich, da kein authentischer Bauplan oder eine Abbildung mehr existierte. Nachdem es im Januar 1930 der Verwaltung durch den National Park Service unterstellt wurde, errichtete der US-amerikanische Architekt Edward W. Donn, Jr. ein so genanntes Memorial House und einen Küchentrakt. Sein Schwerpunkt dabei lag darin, mit der wieder aufgebauten Plantage die Kultur und soziale Stellung der Washingtons, einer wohlhabenden und einflussreichen Familie, während Washingtons Jugend in den 1730er Jahren zu veranschaulichen. Am 14. Mai 1932 wurden die Gebäude mitsamt 367 Acres umliegendem Grundbesitz in einem formalen Akt dem Innenminister übergeben. Seitdem ist George Washington Birthplace ein National Monument.  
1930 fand man 50 Fuß südlich des historischen Küchengebäudes ein großes Fundament, das 1936 und erneut 1974 durch eine vollständige Grabung gesichert wurde. Es stellte sich heraus, dass Popes Creek hier gestanden hatte, und es sich bei dem Fundament, auf dem das Memorial House errichtet worden war, um ein Außengebäude, womöglich eine Destillerie oder Manufaktur, gehandelt haben musste. Bei weiteren Ausgrabungen ergaben sich Befunde für eine Molkerei, ein kleiner Ziegelbau unbekannter Funktion, eine Pfahlkonstruktion, wahrscheinlich die früheren Sklavenunterkünfte, sowie in einem benachbarten Feld die Scheune.
Heute beherbergt die Gedenkstätte ein Museum mit über 1000 Ausstellungsstücken zur Illustration der US-amerikanischen Kolonialzeit.